# Main Island (ö i Bermuda)
Main Island är en ö i Bermuda (Storbritannien). Den ligger i den sydvästra delen av landet, 2 km öster om huvudstaden Hamilton.